# Bathippus macroprotopus
Bathippus macroprotopus är en spindelart som beskrevs av Pocock 1898. Bathippus macroprotopus ingår i släktet Bathippus och familjen hoppspindlar. Inga underarter finns listade.